# Ikeja Challenger
L'Ikeja Challenger è stato un torneo professionistico di tennis giocato su campi in cemento. Faceva parte dell'ATP Challenger Series. Si sono giocate le sole edizioni del 1986 e 1988 a Ikeja, in Nigeria.

## Albo d'oro

### Singolare
| Anno | Campione               | Finalista     | Punteggio     |
| ---- | ---------------------- | ------------- | ------------- |
| 1986 | Stanislav Birner       | Bernhard Pils | 4–6, 6–3, 6–3 |
| 1987 | Non disputato          | Non disputato | Non disputato |
| 1988 | Jean-Philippe Fleurian | Nduka Odizor  | 6–3, 7–6      |

### Doppio
| Anno | Campioni                                | Finalisti                        | Punteggio     |
| ---- | --------------------------------------- | -------------------------------- | ------------- |
| 1986 | Tony Mmoh Nduka Odizor (2)              | Yahiya Doumbia Mike Smith        | 6–4, 7–6      |
| 1987 | Non disputato                           | Non disputato                    | Non disputato |
| 1988 | Jean-Philippe Fleurian Nduka Odizor (1) | Srinivasan Vasudevan Marc Walder | 6–3, 6–7, 6–3 |